# Estación Internacional de Canfranc
La Estación Internacional de Canfranc es una estación de ferrocarril situada en el municipio español de Canfranc, muy cerca de la frontera con Francia. Inaugurada en 1928, está catalogada hoy día como bien de interés cultural. La estación cuenta con servicios logísticos.
Dispone únicamente de servicios de Media Distancia, operados por Renfe, que la unen con Zaragoza. También ofrecía conexiones internacionales con Francia, pero éstas quedaron suspendidas en 1970 cuando un tren de mercancías descarriló del lado francés provocando el derrumbe del puente de L'Estanguet, con la consiguiente interrupción del servicio entre ambos países. Desde entonces, el transporte de viajeros se hace por carretera con un autobús que pone la Región de Nueva Aquitania para la SNCF.  
El 15 de abril de 2021 se inauguró la nueva estación de viajeros, rehabilitando parcialmente dos antiguos hangares de mercancías. En 2023 se inauguró en su interior un hotel de lujo, tras meses de reformas. En 2025, se inició el servicio ferroviario de nuevo con la línea 56 de media distancia. 

## Situación ferroviaria
La estación, que se encuentra a 1194 m de altitud, forma parte del trazado de las siguientes líneas férreas:
- Línea férrea de ancho ibérico Zaragoza-Canfranc, punto kilométrico 218,3.[4] No electrificada.
- Línea férrea de ancho internacional Pau-Canfranc, punto kilométrico 308,499. Electrificada.

## Historia
La estación internacional de Canfranc encuentra su origen en la voluntad de unir Francia y España atravesando los Pirineos por Somport. Para ello ambos países firmaron diversos convenios, el primero en 1904, y protocolos posteriores que marcaron las líneas de actuación. En 1915, se concluyeron las obras del túnel ferroviario. En 1923, se iniciaron las obras de la estación siguiendo el proyecto del ingeniero Fernando Ramírez de Dampierre. Dicho proyecto sufrió algunas modificaciones por parte de los ingenieros del Ministerio de Fomento que decidieron sustituir la mampostería de las fachadas por hormigón. Tras cinco años de obras, el 18 de julio de 1928 el nuevo edificio fue oficialmente inaugurado en presencia de Alfonso XIII y Gaston Doumergue, rey de España y presidente de la República Francesa respectivamente.

Playa de vías francesa en 1994.

Las considerables dimensiones de la estación y del complejo ferroviario se justifican por albergar en el mismo espacio todas las necesidades de un paso internacional de la época desdoblados: taquillas, oficinas de ambas operadoras del servicio: Caminos de Hierro del Norte de España y Chemins de Fer du Midi, el puesto de cambio de moneda, aduanas de ambos países, comisarías de policía y carabineros, correos, telégrafo público, enfermería, oficinas de Hacienda, cantina, restaurante, un hotel internacional, alojamientos para los ferroviarios de ambos países, garajes o hangares para mercancías. Todos los habitáculos tenían letreros bilingües en francés y en español. La mitad del complejo era francés y la otra mitad español, la propia estación, aunque situada en territorio español, gozaba de extraterritorialidad, y funcionaba como frontera de facto de ambos Estados.
Disponía también de playas de vías de ancho internacional (UIC) a un lado (1435 milímetros) electrificadas a 1500 V de c.c. y de ancho ibérico al otro (1668 milímetros), con locomotoras de vapor y la correspondiente placa giratoria y depósito de locomotoras. Dado que el ancho de vía de ambos países era diferente, todas las mercancías tenían que ser trasbordadas de los trenes de un ancho a los del otro para continuar, al igual que ocurría con los viajeros. Por el túnel internacional, de 7875 m de longitud, discurría la vía única de 1435 mm de ancho, y estaba electrificada, al igual que todo el recorrido hasta Pau.

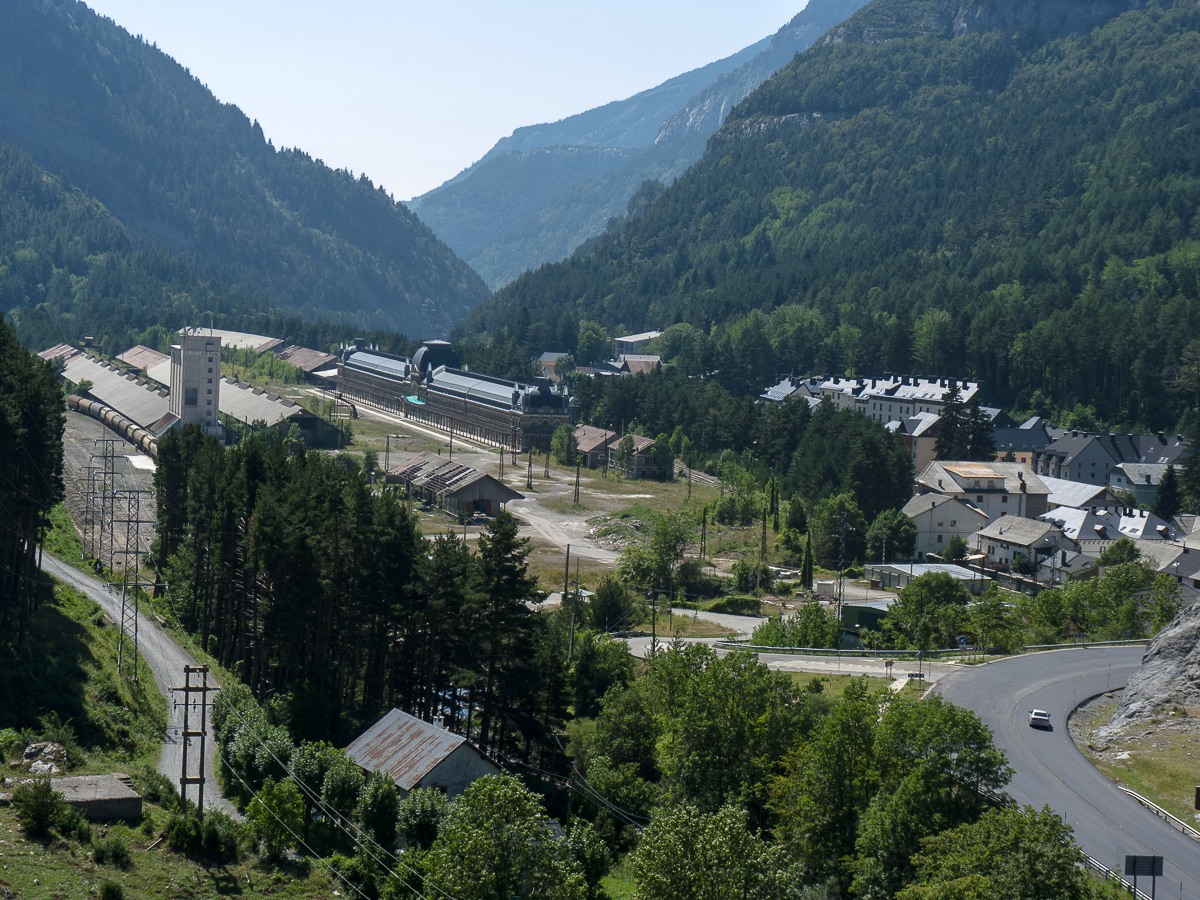
Vista de la explanada completa en 2013.

En septiembre de 1931 parte de la estación sufrió daños importantes debido a un incendio que se inició en el vestíbulo y que luego se propagó a la biblioteca, destruyendo en su totalidad el restaurante de la estación y afectando a la techumbre de madera. Aunque inicialmente se señaló que un cortocircuito había sido el culpable del incendio posteriormente se descartó dicha causa y se habló de un incendio casual.

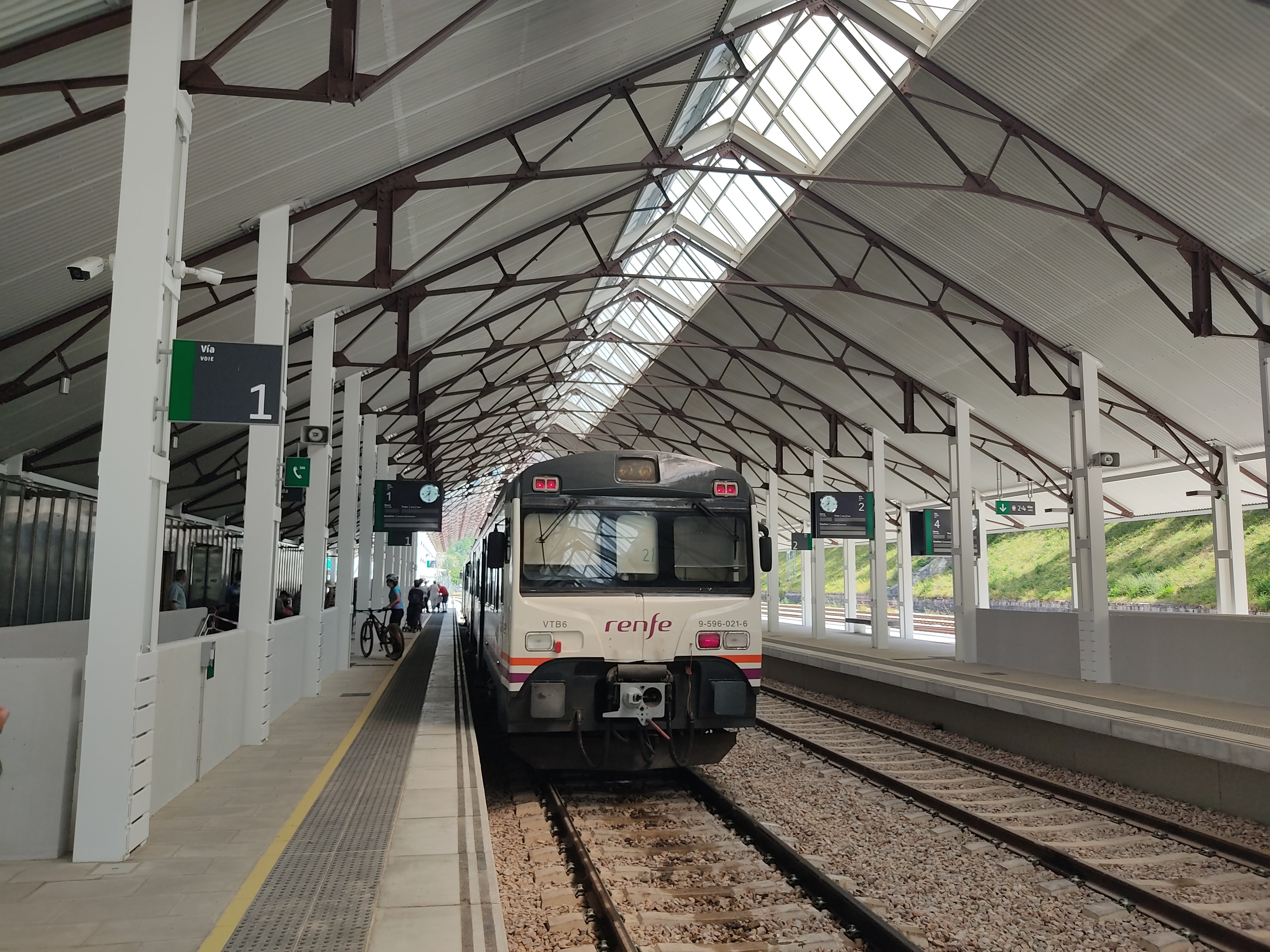
Nueva estación, inaugurada en 2021.

Durante la guerra civil española pasó a ser controlada por el Ejército franquista, siendo tapiado el túnel que la unía con Francia para evitar cualquier tipo de penetración desde el país vecino. Reabierto en 1939, la Segunda Guerra Mundial y el ocaso de la guerra supusieron la llegada de la Wehrmacht alemana nazi a la parte francesa de la estación. Esto generó algún roce con los militares españoles que seguían controlando la parte española del recinto. En Canfranc transbordaban los trenes que transportaban el wolframio que Alemania empleaba para reforzar el acero de sus tanques. A cambio, toneladas de oro que venían de Suiza entraban en España. En 1941, con la nacionalización de los ferrocarriles de ancho ibérico, las instalaciones de la parte española pasaron a manos de RENFE. La parte francesa pasaría, al terminar la II Guerra Mundial, a depender del ente estatal francés Société Nationale des Chemins de Fer (SNCF). No obstante, el servicio internacional volvió a quedar interrumpido entre 1945 y 1949 por desavenencias con el gobierno francés.
El 27 de marzo de 1970 se cerró el tráfico internacional tras el derrumbe del puente de L'Estanguet a consecuencia del descarrilamiento de un tren de mercancías francés. Esto generó una drástica reducción del tráfico ferroviario y marcó el inicio de su decadencia.
Fue declarada Bien de Interés Cultural, en la categoría de "monumento", el 6 de marzo de 2002.
El 15 de abril de 2021 se inauguró la nueva terminal y el 8 de junio de 2025 se reanudaron los servicios ferroviarios entre Zaragoza y Canfranc.

## La estación

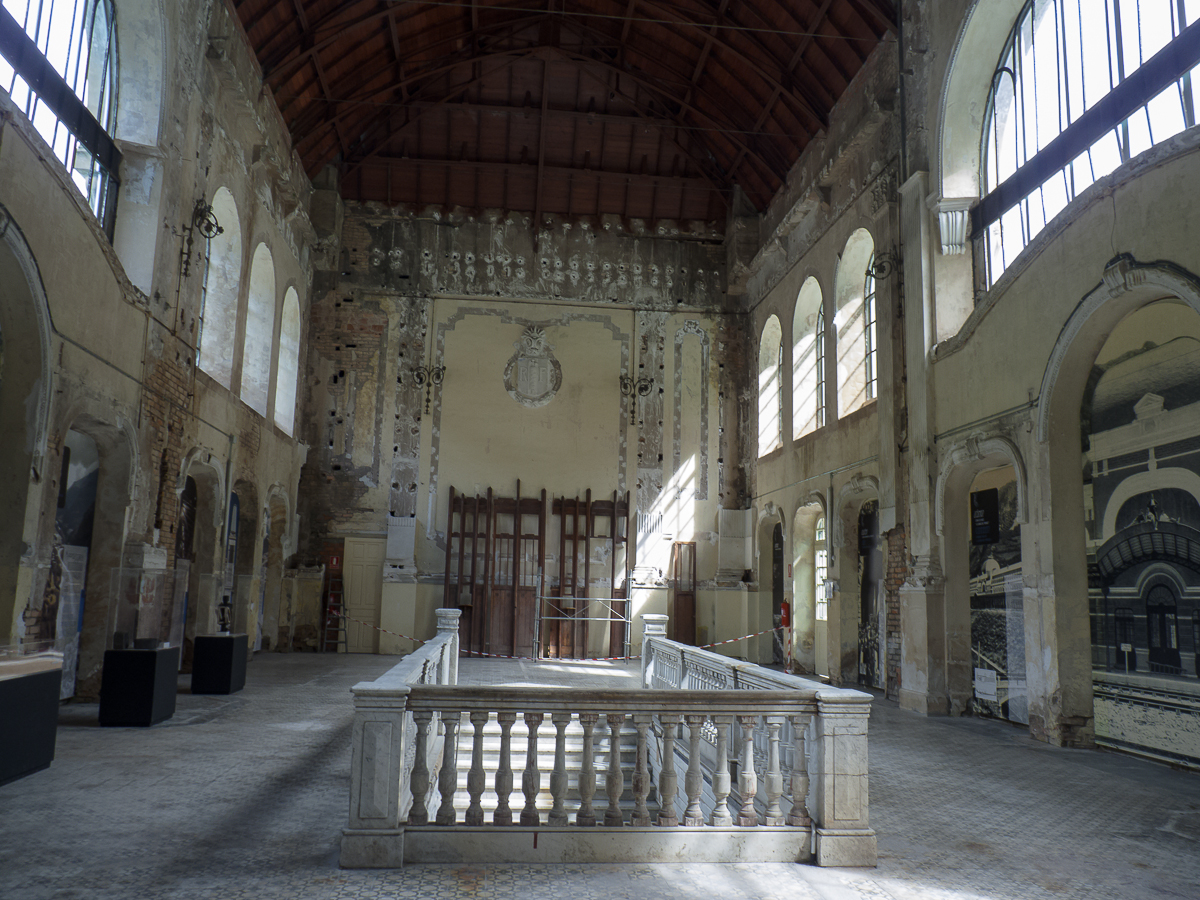
Vestíbulo central antes de restaurar.

Se trata de un edificio de planta alargada y estructura simétrica, articulado en cinco cuerpos, con el central y los laterales adelantados y más elevados. Alcanza los 241 m de longitud y posee 75 puertas en cada uno de sus lados dando lugar a un edificio de considerable tamaño.
Exteriormente sigue modelos de la arquitectura palaciega francesa del siglo XIX. Presenta un tratamiento clasicista de los paramentos, con una variada combinación de materiales: hormigón, piedra, hierro y cristal, lo que da lugar a un interesante juego cromático acentuado por la presencia de cubiertas de pizarra.
El interior es luminoso, equilibrado y elegante, con una distribución funcional de los espacios a partir de un vestíbulo central cubierto con una gran cúpula de fundición. Los diferentes espacios (billetería, aduanas, bar, hotel, etc.) se hallan claramente diferenciados tanto por su estructura como por su decoración.
El primer piso del edificio se encuentra abierto por los frentes oriental y occidental a los andenes, cubiertos por una marquesina sobre columnas y pilares metálicos. Sobre esta se levanta el segundo piso, abierto por vanos de medio punto en los cuerpos adelantados y por vanos adintelados en los retranqueados, los cuales presentan además mansardas en el tejado cubiertas con pizarra de las canteras del pueblo segoviano de  Bernardos.

### Primer proyecto de rehabilitación

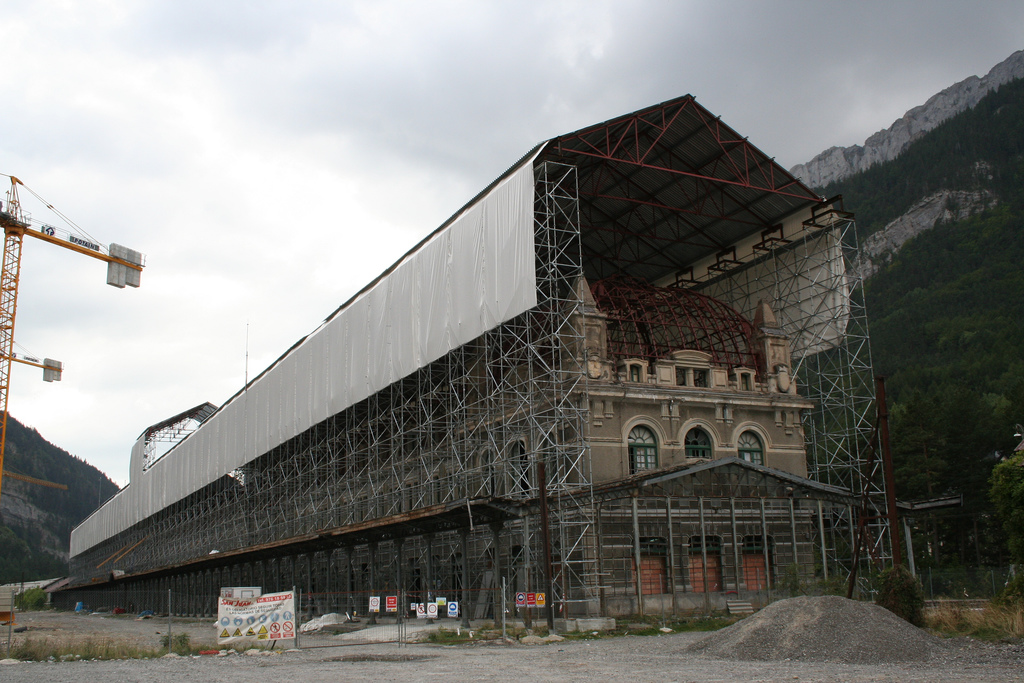
Obras de rehabilitación de las cubiertas.

En el año 2005 la Comisión Provincial de Patrimonio Cultural aprobó un proyecto de rehabilitación de la estación de Canfranc que en 2007 derivó en un convenio entre el Ministerio de Fomento y la Diputación General de Aragón fruto del cual se destinaron cerca de dos millones de euros a la rehabilitación del recinto.
Este proyecto se enmarcaba dentro de uno de mayor amplitud que no solo buscaba restaurar la estación para convertirla en hotel de lujo sino también la construcción de una nueva estación, la urbanización del terreno de uso ferroviario liberado y la edificación de un museo ferroviario.
Durante las fases I y II entre 2006 y 2009 se realizaron inicialmente labores de limpieza, saneamiento y desescombro para luego trabajar sobre la propia estructura del edificio restaurando la cubierta, la fachada, las molduras decorativas y el vestíbulo. Se procedió también a reforzar la estructura de hormigón.
Planificada también para 2009 la fase III, sin embargo, no se llevó a cabo debido a problemas de financiación.

### Compra de la estación por la DGA

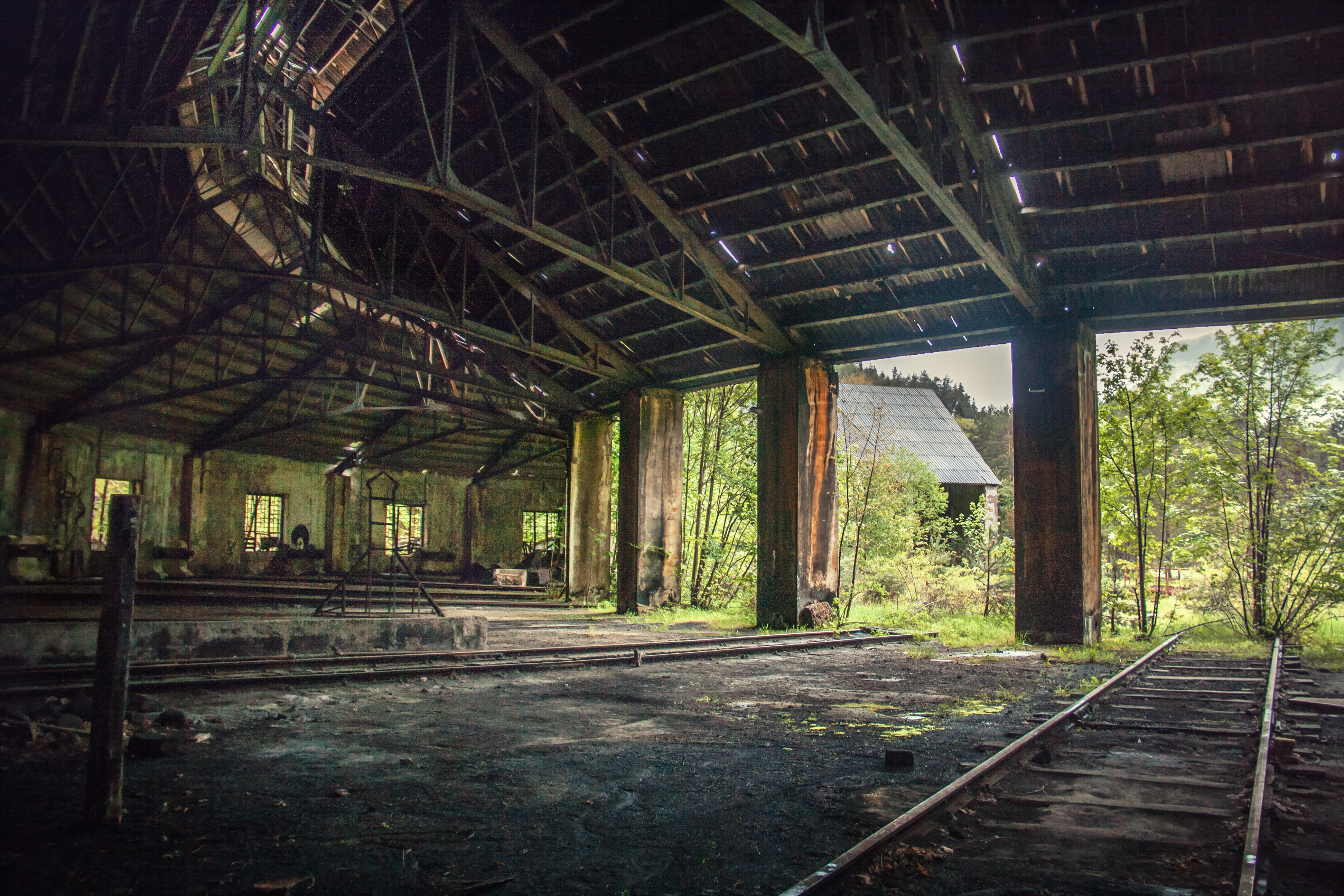
Antiguo depósito de locomotoras.

El 30 de marzo de 2012 la presidenta de Aragón Luisa Fernanda Rudi anunció que la Diputación General de Aragón (DGA) había llegado a un acuerdo con el Ministerio de Fomento (propietario de la estación a través de Adif) para comprar la misma por un precio simbólico. Este acuerdo obligó a modificar el convenio firmado años atrás.
El 25 de abril de 2012, después de la reunión del Consorcio Urbanístico Canfranc 2000, el consejero de Obras Públicas, Urbanismo y Transportes del Gobierno de Aragón, Rafael Fernández de Alarcón, anunció que una parte de la estación de Canfranc se podría visitar en 2014 y que emprendedores privados trabajarían en el edificio desde 2015 para dotar a la infraestructura de usos hoteleros, educativos, comerciales y culturales. 
Finalmente, el 15 de enero de 2013 el Ministerio de Fomento vendió el edificio principal de la explanada ferroviaria por 310 602 € al Gobierno de Aragón.
Entre 2014 y 2017 se restauró por completo el vestíbulo de la estación, recuperando todos los elementos decorativos en yeso y el túnel subterráneo de acceso, y se realizan diferentes visitas guiadas temáticas.
Asimismo, se procedió a la restauración de algunos vagones de época estacionados en Canfranc.

### Segundo proyecto de rehabilitación

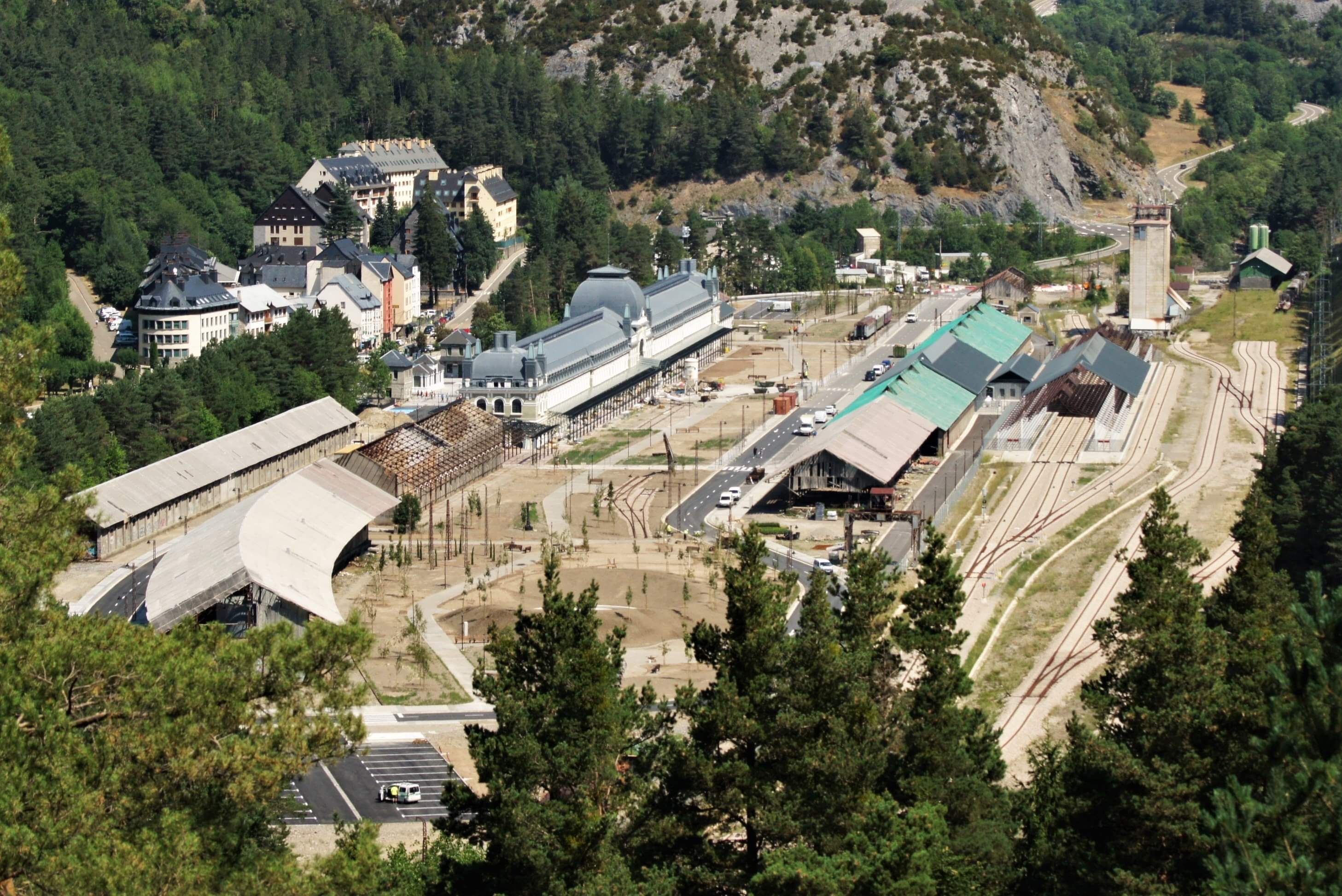
La nueva terminal en los antiguos hangares y la antigua estación restaurada.

En 2015, con el cambio de Gobierno en Aragón tras las elecciones autonómicas de ese año, la Consejería de Vertebración del Territorio, Movilidad y Vivienda, dirigida por José Luis Soro, impulsó un nuevo Plan General de Ordenación Urbana y un plan parcial para realizar una rehabilitación completa de la explanada, con la filosofía de conservar todos los edificios ferroviarios, y no solo la estación histórica de viajeros, como se contemplaba en el anterior proyecto. La inversión necesaria para llevar a cabo este nuevo planteamiento se estima en 35'1 millones de euros de los que las arcas públicas esperan recuperar con la venta de viviendas o la cesión de uso turístico o comercial en torno a los 27 millones de euros.
Las obras comenzaron en 2018 e incluyen la restauración y transformación en hotel de la estación de viajeros y de la desafección ferroviaria de las antiguas playas de vías para construir dos grandes plazas peatonales. El antiguo depósito de locomotoras será una de las tres sedes del Museo del Ferrocarril de Aragón junto a Casetas (Zaragoza) y Camineral-Fuentes Claras. Los hangares de mercancías serán parcialmente reconvertidos en la nueva estación de viajeros, inaugurada en abril de 2021, así como en zonas comerciales. Por su parte, la cochera francesa pasará a ser el centro de visitantes del Camino de Santiago, dado que la primera etapa del camino jacobeo en Aragón atraviesa Canfranc.

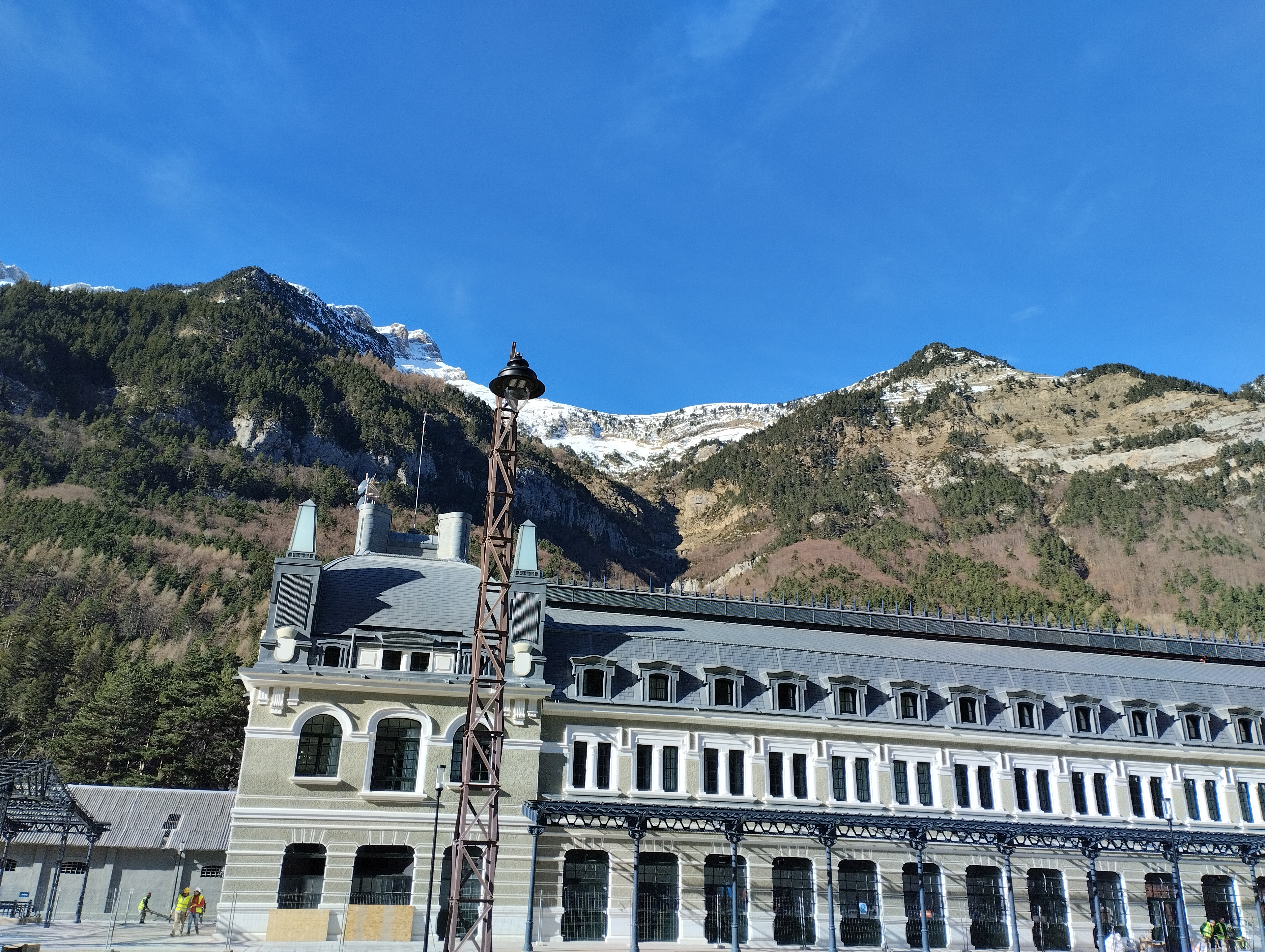
Vista del hotel desde el parque público (2023)

### Apertura de un hotel y de un parque público (2023)
En 2023 la antigua estación de viajeros, una vez rehabilitada, se abrió como un hotel de cinco estrellas, con 104 habitaciones, comedor, biblioteca, spa y gimnasio. Las obras de acondicionamiento respetaron las fachadas originales y en el interior la decoración se inspiró en la propia de los años veinte del siglo XX, cuando se construyó el conjunto ferroviario. En la parte posterior del edificio se acondicionó un extenso parque público en el que se muestran diversos elementos de la actividad ferroviaria.

## Servicios ferroviarios

### Media distancia
Los trenes de Media Distancia operados por Renfe Viajeros son los únicos que se detienen en la estación. Enlazan Zaragoza con Canfranc a razón de dos relaciones diarias en ambos sentidos. Si bien no existen conexiones ferroviarias con Francia, SNCF dispone de autobuses TER que cubren el trayecto Canfranc-Bedous.
El 31 de diciembre de 2019, se cerró la taquilla de venta de billetes, pero solo 15 días más tarde se reabrieron con personal de Adif, que se hará cargo de este servicio de forma provisional, hasta que lo asuma de forma permanente personal de Renfe.
| Línea MD | Trenes   | Origen/Destino |  | Destino/Origen |
| -------- | -------- | -------------- |  | -------------- |
| 56       | Regional | Zaragoza       |  | Terminal       |

### Mercancías
Hasta la renovación de la línea (cf. abajo), un tren de mercancías circulaba tres días por semana entre Canfranc y Martorell (Barcelona), que transportaba cereal importado de Francia y que llegaba a la estación internacional por carretera.

## Reapertura de la línea

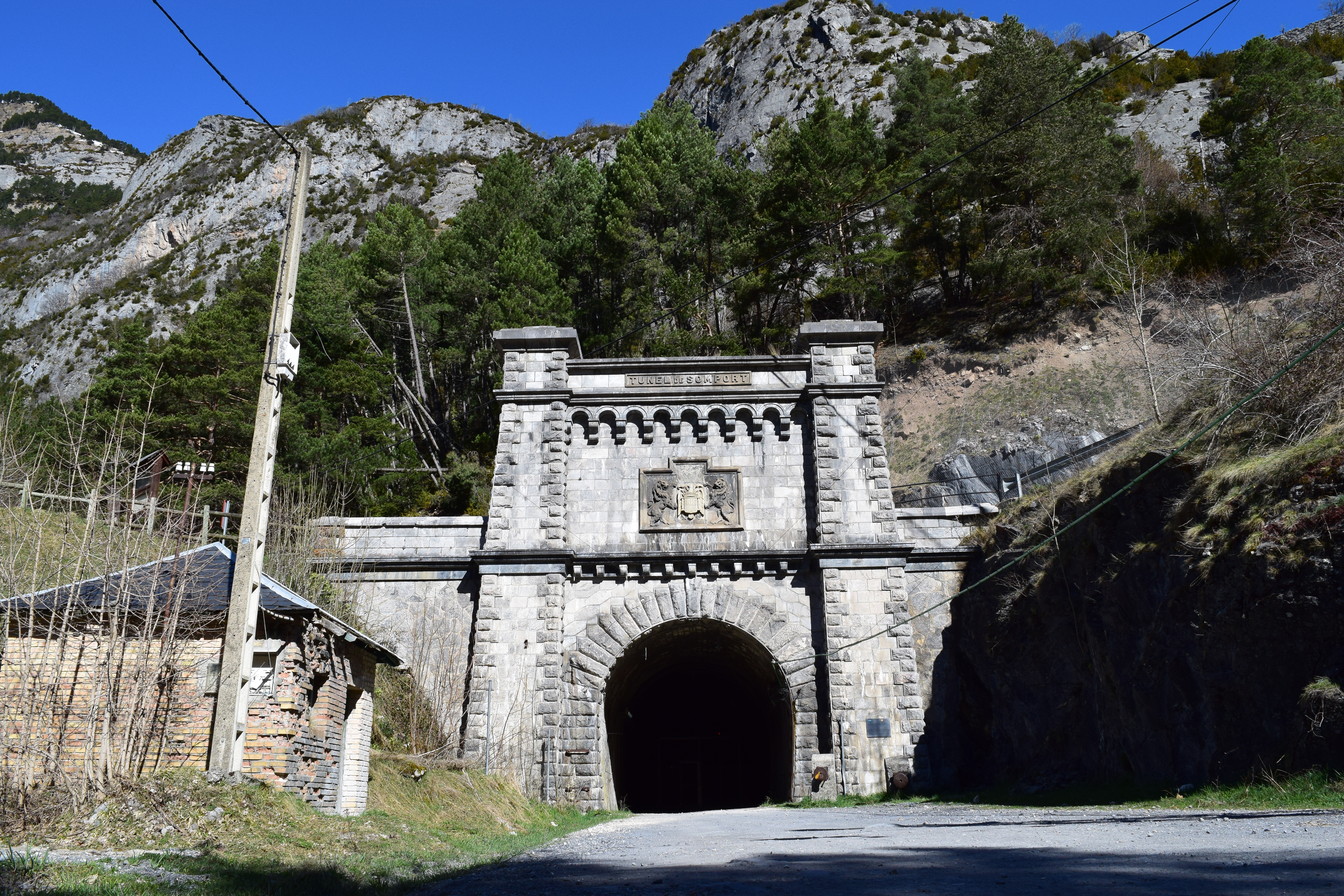
Boca española del túnel ferroviario de Somport.

Casi desde el cierre del túnel ferroviario de Somport en 1970 ha existido la reivindicación de su reapertura para conectar ambos lados de los Pirineos.
En 1993 varios sindicatos y asociaciones de diversa índole (en defensa del ferrocarril y ecologistas) fundaron la Coordinadora para la reapertura del ferrocarril Canfranc-Olorón (Crefco). Esta entidad tiene como objetivo la reapertura de la línea internacional para mejorar las conexiones con Francia y la preservación del medio ambiente, promoviendo el ferrocarril frente al transporte por carretera. Crefco tiene una asociación homónima francesa, creada ya en 1986, que trabaja en común y defiende las mismas posiciones: Comité pour la réouverture de la ligne Oloron-Canfranc (Creloc).
En la cumbre bilateral España-Francia celebrada en Santander en el año 2000 ya se acordó la reapertura de la línea internacional. Sin embargo, la postura francesa cambió en 2003 con la apertura del túnel carretero de Somport.
En los últimos años se han vuelto a dar pasos importantes para conseguir la reapertura internacional. En 2016 se reabrió el tramo francés de la línea que une Oloron-Sainte-Marie con Bedous, a 37 km de la Estación de Canfranc, cerrado desde 1980. Estas obras fueron financiadas por la Región de Aquitania
En el lado español, actualmente está en obras o en fase de adjudicación la renovación completa de los tramos pendientes: Plasencia del Monte-Ayerbe, Ayerbe-Caldearenas y Jaca-Canfranc. Esto supone la renovación de las vías en ancho ibérico, pero con traviesa polivalente para una rápida transición al ancho internacional, que es el previsto según los criterios de convergencia de la línea hasta Zaragoza para garantizar su interoperabilidad transfronteriza.
Al mismo tiempo se están elaborando los estudios necesarios sobre el túnel del Somport: estado de la obra civil en el túnel, los aspectos medioambientales y el estudio sobre cómo se gestionará el túnel una vez esté reabierto al tráfico internacional.
El ayuntamiento de Canfranc organiza cada 18 de julio una recreación-conmemoración de época de la inauguración de la Estación Internacional de Canfranc de forma lúdica y reivindicativa.

## La estación en el cine y la literatura
La Estación Internacional de Canfranc ha sido, a lo largo de su historia, plató de numerosas grabaciones cinematográficas y televisivas.
| Año  | Título                                                                            | Motivo             |
| ---- | --------------------------------------------------------------------------------- | ------------------ |
| 2022 | El cielo sobre Canfranc                                                           | Novela             |
| 2018 | Grandes horrores de la ingeniería, episodio 4, Estación Internacional de Canfranc | Documental         |
| 2016 | Canfranc, Última Estación                                                         | Novela             |
| 2015 | Volver a Canfranc                                                                 | Novela             |
| 2015 | La frontera salvaje                                                               | Novela             |
| 2013 | El rey de Canfranc                                                                | Documental         |
| 2012 | El lodo mágico                                                                    | Novela             |
| 2011 | Lo saben los bosques                                                              | Cine               |
| 2010 | A hundred years to live (Cien años por vivir)                                     | Videoclip de Suite |
| 2010 | De tu ventana a la mía                                                            | Cine               |
| 2008 | La frontera dormida                                                               | Novela             |
| 2007 | Canfranc 1943                                                                     | Cortometraje       |
| 2005 | El santuario                                                                      | Novela             |
| 2005 | Canfranc km. 0                                                                    | Documental         |
| 2000 | Anuncio de la lotería de Navidad                                                  | Anuncio            |
| 1997 | En brazos de la mujer madura                                                      | Cine               |
| 1997 | Fin de trayecto: Canfranc                                                         | Cortometraje       |
| 1991 | Canfranc, el sueño de una realidad                                                | Cortometraje       |

Existe la creencia, generalizada sobre todo a través de internet, de que también se rodaron en Canfranc algunas escenas de la película Doctor Zhivago (1965). Sin embargo, y aunque existen datos y testimonios contradictorios, parece probado que tal cosa no ocurrió, si bien sí se rodaron varias tomas en España.